# NHL 1918./19.
NHL-sezona 1918./19. je druga odigrana sezona NHL-a.  Sezona je odigrana u dva kruga. Prvi krug s deset utakmica i drugi krug s osam utakmica. Planirano je bilo da se igraju dva kruga po deset utakmica, ali su Toronto Arenasi morali povući momčad iz financijskih razloga.
Najbolji strijelac sezone 1917./18., Joe Malone odigrao je samo 10 utakmica, jer je počeo raditi u Quebecu.
Nakon što su Toronto Arenasi odustali od daljnjeg natjecanja, ostalo je samo dvije momčadi u ligi. Radi toga se prvi put odigrala serija Best of 7 (najbolji iz sedam utakmica) i pobjednik je zastupao NHL u finalu za Stanleyjev kup.
Montreal Canadiensi pobijedili su doigravanje i u finalu za Stanleyev Cup igraju protiv Seattle Metropolitanse. Nakon što je svaka momčad pobijedila po dvije utakmice i jedna utakmice je ostala neriješeno prekida se daljnje natjecanje, jer su 5 igrača i menedžer Montreala oboljeli od španjolske gripe, koja je harala cijelom svijetom.
1. travnja se prekida prvenstvo i pet dana kasnije obrambeni igrač Montreala Joe Hallpreminuo je od posljedica gripe. 

## Regularna sezona

### Ljestvice
Kratice: P = Pobjede, Po. = Porazi, N = Neriješeno, G= Golovi, PG = Primljeni golovi, B = Bodovi
| Prvi krug          | P | Po. | N | G  | PG | B  |
| ------------------ | - | --- | - | -- | -- | -- |
| Montreal Canadiens | 7 | 3   | 0 | 57 | 50 | 14 |
| Ottawa Senators    | 5 | 5   | 0 | 39 | 39 | 10 |
| Toronto Arenas     | 3 | 7   | 0 | 42 | 49 | 6  |

| Drugi krug         | P | Po. | N | G  | PG | B  |
| ------------------ | - | --- | - | -- | -- | -- |
| Ottawa Senators    | 7 | 1   | 0 | 32 | 14 | 14 |
| Montreal Canadiens | 3 | 5   | 0 | 31 | 28 | 6  |
| Toronto Arenas     | 2 | 6   | 0 | 22 | 43 | 4  |

### Najbolji strijelac
Kratice: Ut. = Utakmice, G = Golovi, A = Asistencije, B = Bodovi
| Igrač            | Momčad   | Ut. | G  | A  | B  |
| ---------------- | -------- | --- | -- | -- | -- |
| Newsy Lalonde    | Montreal | 17  | 22 | 10 | 32 |
| Odie Cleghorn    | Montreal | 17  | 22 | 6  | 28 |
| Frank Nighbor    | Ottawa   | 18  | 19 | 9  | 28 |
| Cy Denneny       | Ottawa   | 18  | 18 | 4  | 22 |
| Didier Pitre     | Montreal | 17  | 14 | 5  | 19 |
| Alf Skinner      | Toronto  | 17  | 12 | 4  | 16 |
| Harry Cameron    | Toronto  | 14  | 11 | 3  | 14 |
| Jack Darragh     | Ottawa   | 14  | 11 | 3  | 14 |
| Ken Randall      | Toronto  | 15  | 8  | 6  | 14 |
| Sprague Cleghorn | Montreal | 18  | 7  | 6  | 13 |

## Doigravanje za Stanleyjev kup
Sve utakmicu odigrane su 1919. godine.

### Finale NHL-a
| Montreal Canadiens vs. Ottawa Senators                                  | Montreal Canadiens vs. Ottawa Senators | Montreal Canadiens vs. Ottawa Senators | Montreal Canadiens vs. Ottawa Senators | Montreal Canadiens vs. Ottawa Senators | Montreal Canadiens vs. Ottawa Senators |
| Datum                                                                   | Gostujuća momčad                       | Gostujuća momčad                       | Domačin                                | Domačin                                |                                        |
| ----------------------------------------------------------------------- | -------------------------------------- | -------------------------------------- | -------------------------------------- | -------------------------------------- | -------------------------------------- |
| 22. veljače                                                             | Ottawa                                 | 4                                      | 8                                      | Montreal                               |                                        |
| 27. veljače                                                             | Ottawa                                 | 3                                      | 5                                      | Montreal                               |                                        |
| 1. ožujka                                                               | Ottawa                                 | 3                                      | 5                                      | Montreal                               |                                        |
| 3. ožujka                                                               | Montreal                               | 3                                      | 6                                      | Ottawa                                 |                                        |
| 6. ožujka                                                               | Ottawa                                 | 2                                      | 4                                      | Montreal                               |                                        |
| Montreal pobjeđuje doigravanje s 4:1 i ulazi u finale Stanleyjeva kupa. |                                        |                                        |                                        |                                        |                                        |

### Finale Stanleyjeva kupa
| Montreal Canadiens vs. Seattle Metropolitans                                                       | Montreal Canadiens vs. Seattle Metropolitans | Montreal Canadiens vs. Seattle Metropolitans | Montreal Canadiens vs. Seattle Metropolitans | Montreal Canadiens vs. Seattle Metropolitans | Montreal Canadiens vs. Seattle Metropolitans |
| Datum                                                                                              | Gostujuća momčad                             | Gostujuća momčad                             | Domaćin                                      | Domaćin                                      |                                              |
| -------------------------------------------------------------------------------------------------- | -------------------------------------------- | -------------------------------------------- | -------------------------------------------- | -------------------------------------------- | -------------------------------------------- |
| 19. ožujka                                                                                         | Montreal                                     | 0                                            | 7                                            | Seattle                                      |                                              |
| 22. ožujka                                                                                         | Montreal                                     | 4                                            | 2                                            | Seattle                                      |                                              |
| 24. ožujka                                                                                         | Montreal                                     | 2                                            | 7                                            | Seattle                                      |                                              |
| 26. ožujka                                                                                         | Montreal                                     | 0                                            | 0                                            | Seattle                                      |                                              |
| 29. ožujka                                                                                         | Montreal                                     | 4                                            | 3                                            | Seattle                                      |                                              |
| Nakon što se šest igrača Montreala oboljeli , finale se prekida i Stanleyjev kup se ne dodjeljuje. |                                              |                                              |                                              |                                              |                                              |

## Vanjske poveznice
- Hacx.de: Sve ljestvice NHL-a  Arhivirana inačica izvorne stranice od 24. siječnja 2008. (Wayback Machine)